# Anastasiya Savchuk
Anastasiya Hennadiyivna Savchuk (Kharkiv, 2 de março de 1996) é uma nadadora sincronizada ucraniana, medalhista olímpica na natação artística.

## Carreira
Savchuk conquistou a medalha de bronze nos Jogos Olímpicos de Verão de 2020 em Tóquio na prova de dueto com a marca de 189.4620 pontos ao lado de Marta Fiedina. Além disso, juntas, também conseguiram o bronze na disputa por equipes com Maryna Aleksiiva, Vladyslava Aleksiiva, Kateryna Reznik, Alina Shynkarenko, Kseniya Sydorenko e Yelyzaveta Yakhno.